# Közép-Tisza-vidék

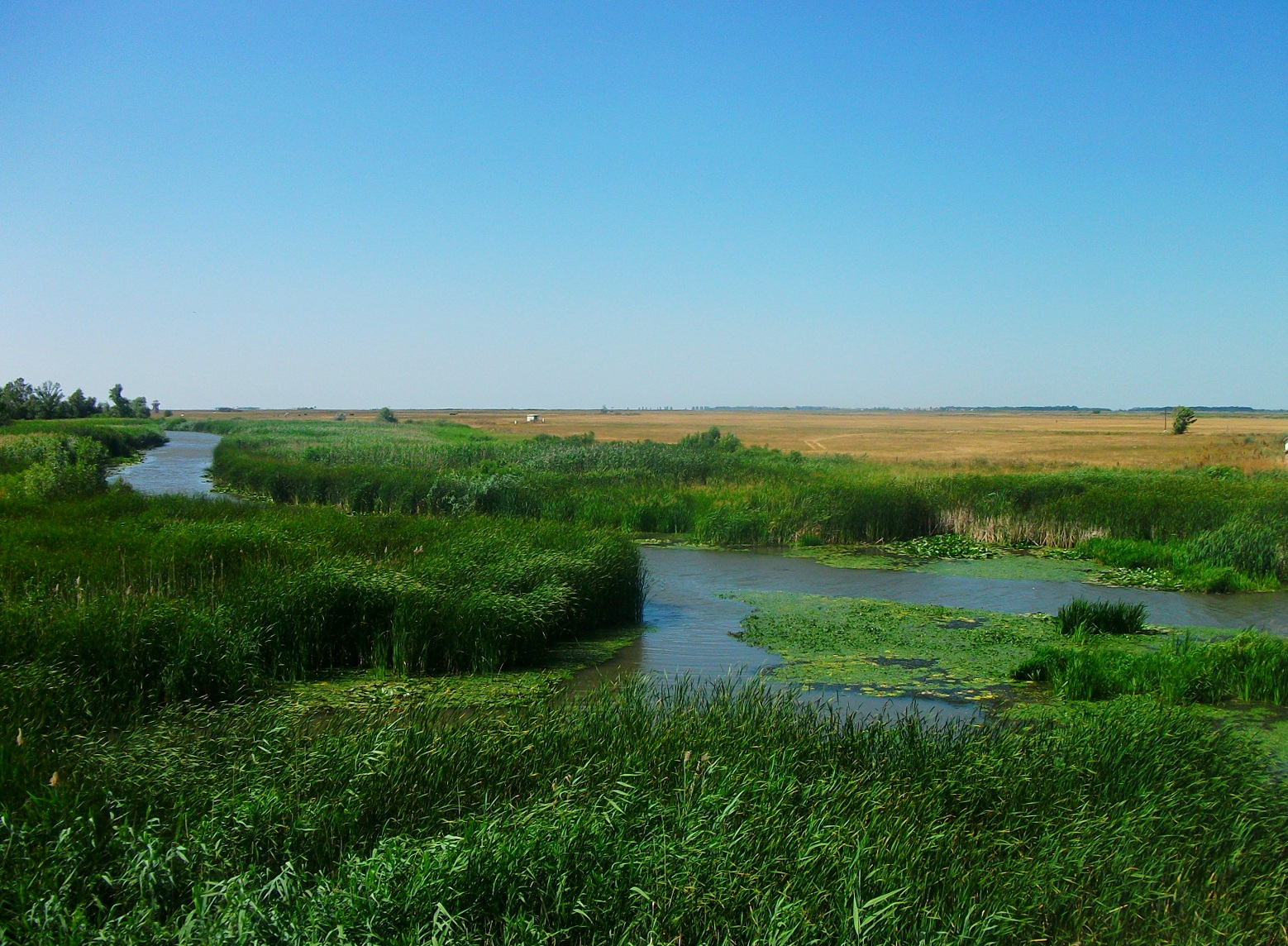
A Hortobágy látképe a Hortobágy folyóval

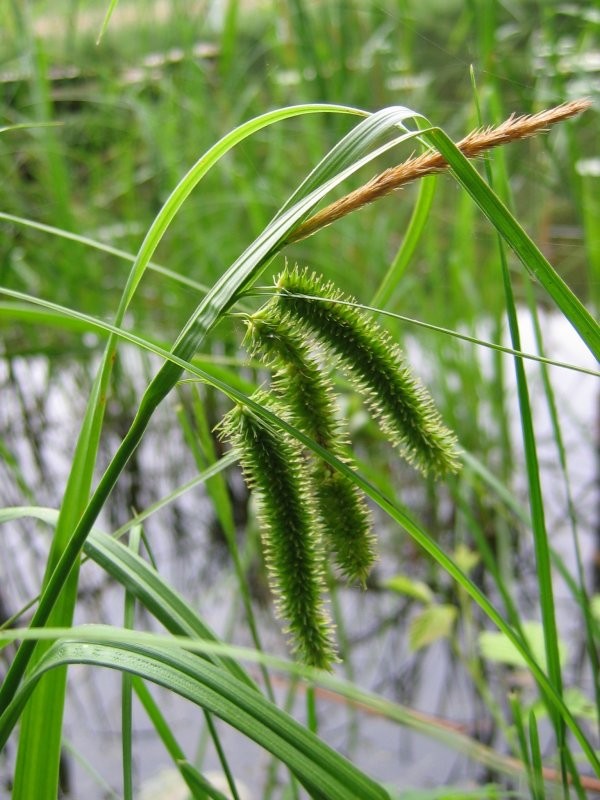
Villás sás (Carex pseudocyperus)

A Közép-Tisza-vidék az Alföldön, a Tokajtól Tiszaföldvárig terjedő síkság elnevezése, mely a Taktaköz, Borsodi-ártér, Hortobágy, Jászság és a Nagykunság területét foglalja magába.

## Leírása

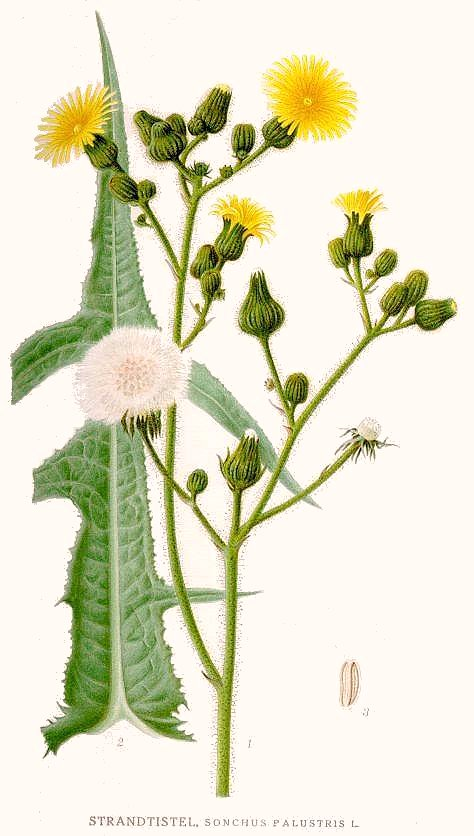
Mocsári csorbóka (Sonchus palustris)

A Közép-Tisza-vidék az Északi-középhegységből a Körös-vidék irányába tartó vízfolyások feltöltődéséből alakult ki. A Tokaji-kapuban a würm időszak vége felé megjelent Tisza felszínformáló tevékenysége a kezdeti időkben csak a Hortobágy területét érintette, majd később, mikor jelenlegi futásirányát felvette, a terület helyi vízrendszere megváltozott, miáltal a korábban dél-délkeleti irányba tartó vízfolyások már nem érték el a tiszántúli területeket. A hatalmas kanyarulatokat leíró Tisza a környék korábbi hordalékkúp-felszínét oldalazó erózióval jelentősen átalakította, és nagy területekre kiterjedő áradásai során nagy mennyiségű üledéket halmozott fel, mely folyamat egészen a folyószabályozásig tartott, ezáltal jött létre az Alföld legtökéletesebb síksági tája.
A Közép-Tisza-vidék pleisztocén idején kialakult hordalékkúp-síkságának kisebb-nagyobb homokbuckás területeit, alacsony löszös hátait, morotváit az emberi tevékenység hatásai teszik változatossá. A vidék különlegessége a részben védett Hortobágy, amely a kelet-európai füves pusztákon kívüli Európa egyetlen valódi füves pusztája.

## Növényvilága

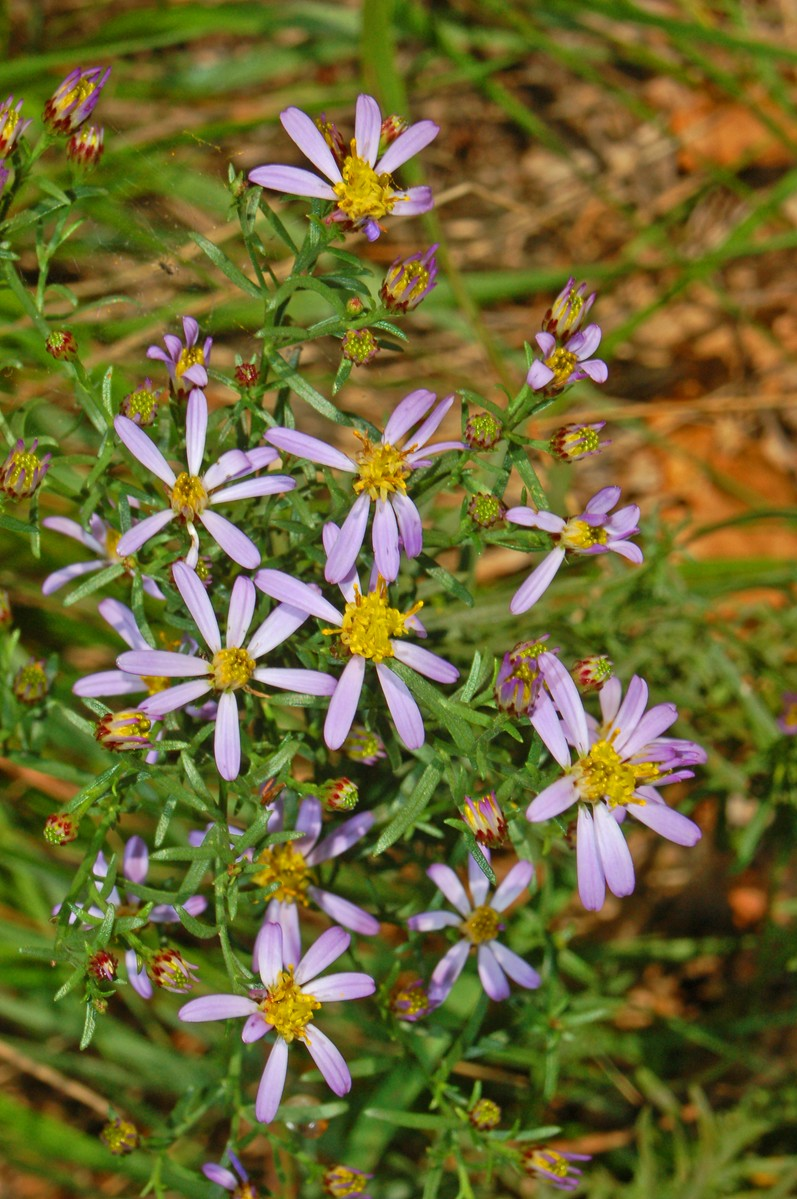
Réti őszirózsa (Aster sedifolius)

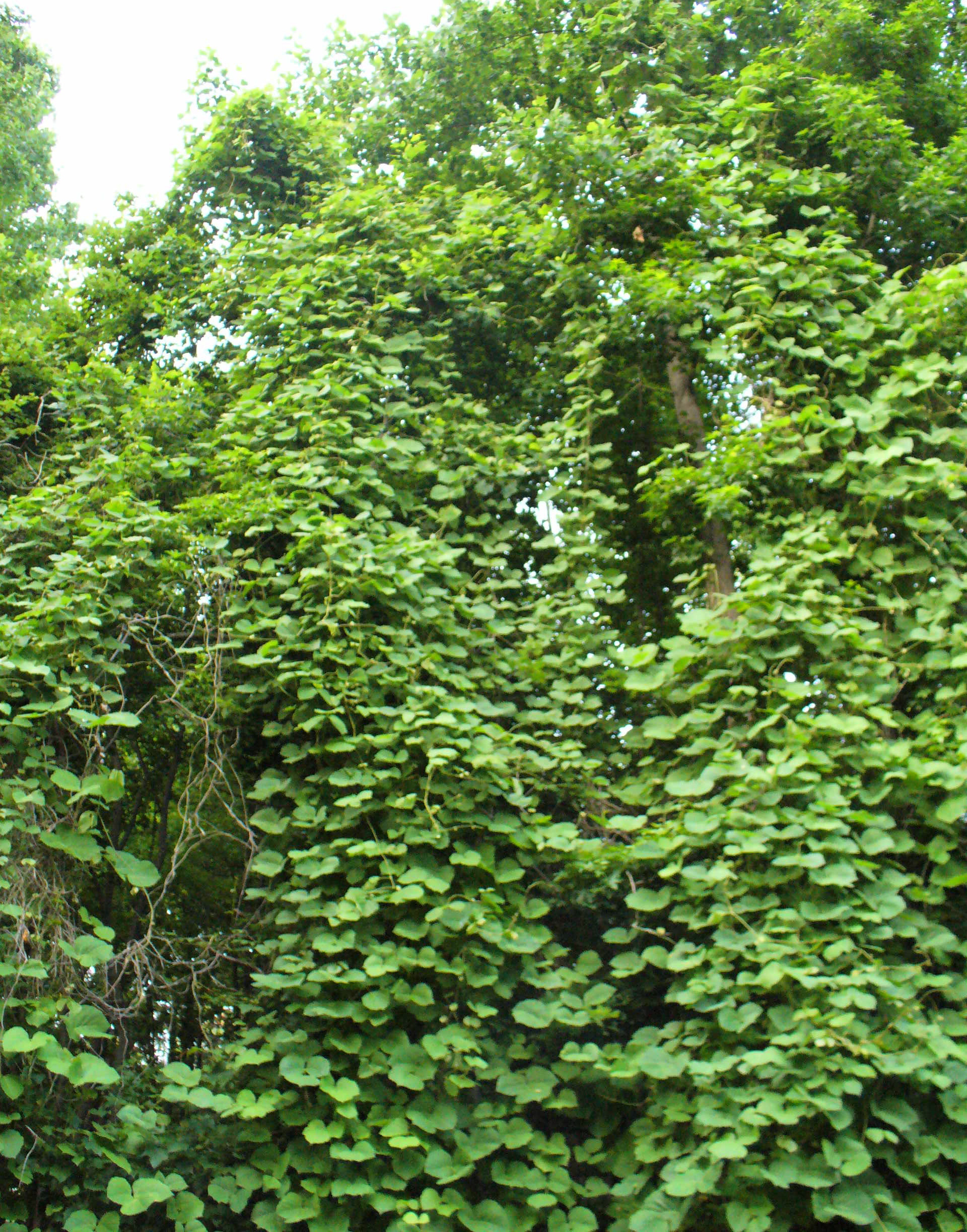
Ártéri fákra felkúszó ligeti szőlő (Vitis sylvestris)

A Közép-Tisza-vidék jelenleg nagyrészt szántóföldi hasznosítású. A vidék vegetációját főleg a kőris-szil ligeterdők határozzák meg Tisza menti puhafaligetekkel és az egykori medermaradványokban magassásosokkal, nádasokkal tarkítva. Prügy és Taktabáj között homoki és tatárjuharos tölgyesek, Szerencs-Bekecs előterében pedig szikesek találhatók.
Növényvilágának jellemzői a Tisza és a Takta mentén a puhafaligetek, aljnövényzetükben nyári tőzikével, (Leucojum aestivum), ligeti szőlővel (Vitis sylvestris), telepített nemes nyárasokkal, füzesekkel vegyesen.
A keményfaliget-maradványokban több helyen megtalálhatók a madárfészek kosbor (Neottia nidus-avis), az erdei tisztesfű (Stachys sylvatica) maradványai. A holtágak, morotvák növényzetének jellemzői a hínárvegetáción túl a rucaöröm (Salvinia natans), a sulyom (Trapa natans) és a fehér tündérrózsa (Nymphaea alba), de itt-ott értékes úszólápszigetek is kialakultak, rajtuk megtelepedett tőzegpáfránnyal (Thelypteris palustris), gyilkos csomorikával (Cicuta virosa), villás sással (Carex pseudocyperus).
A mélyebb fekvésű területeken kialakult mocsárrétek és magassásosok élőhelye többek között a pompás kosbor (Orchis elegans), a mocsári csorbóka (Sonchus palustris), a Tisza-parti margitvirág (Leucanthemella serotina), míg a rekettyefüzesekben és fűzlápokban megtalálható a kígyónyelv (Ophioglossum vulgatum), a szálkás pajzsika Dryopteris carthusiana)is. A reliktum jellegű szikes erdei réteken pedig megőrződtek a sziki kocsord (Peucedanum officinale), a réti őszirózsa (Aster sedifolius), a fátyolos nőszirom (Iris spuria) egyes példányai is. Az egykor elterjedt löszpusztagyepek erősen bolygatott állományainak maradványai azonban csak elvétve fordulnak elő az övzátonyok tetején. A kiskörei erőmű okozta talajvízszint-növekedés miatt bekövetkezett talajfelszín-közeli sófelhalmozódás másodlagos szikes rétek kialakulásához vezetett, e területek jellemző növénye a magyar sóvirág (Limonium gmelinii).

## Állatvilága

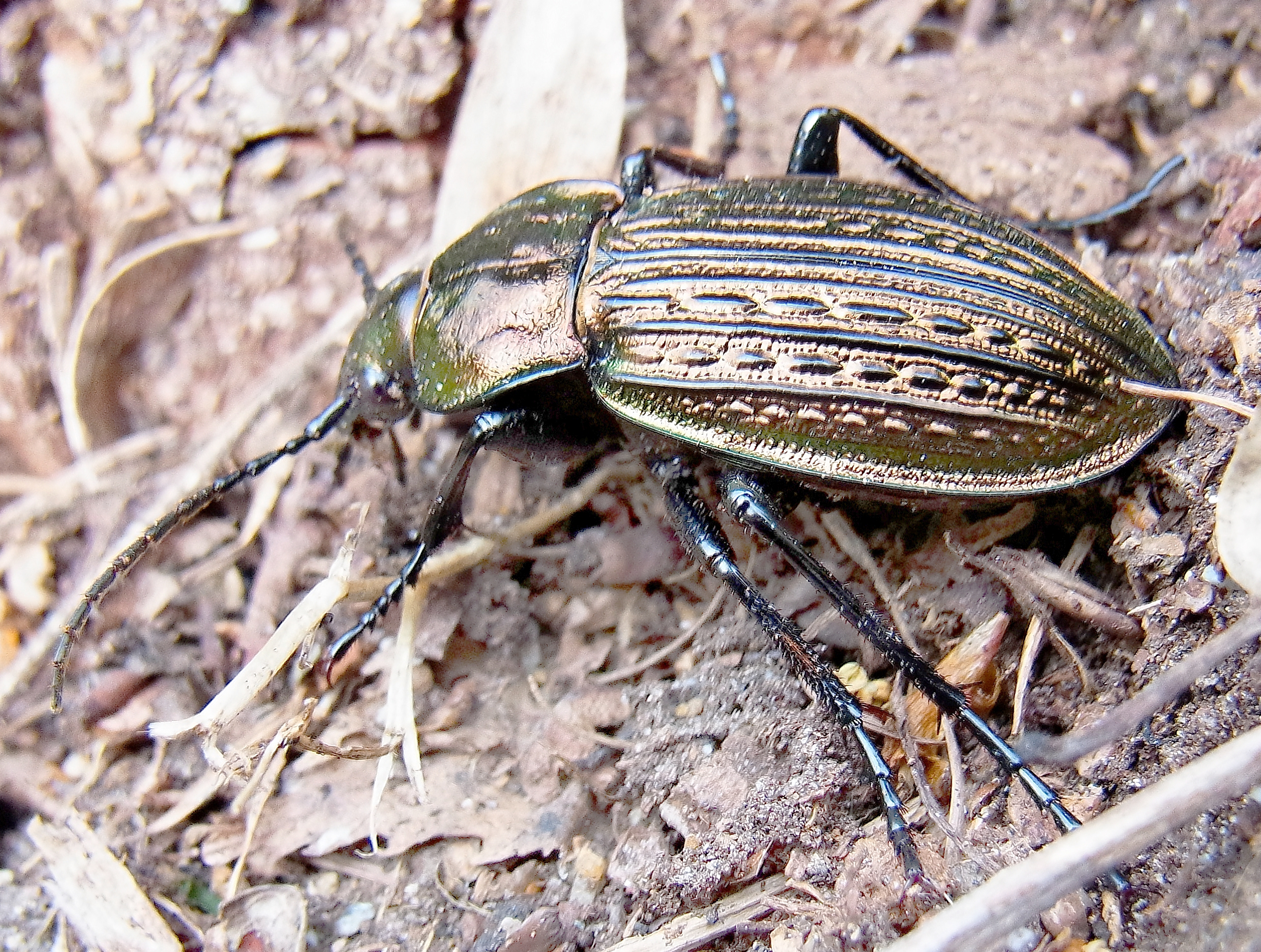
Rezes futrinka (Carabus ullrichii)

A Közép-Tisza-vidék állatállománya is igen gazdag:
- Holtágainak vízében többféle keszegfaj mellett tőponty (Cyprinus carpio carpio morpha acuminatus), kárász, szivárványos ökle, csuka és fogassüllő is megtalálható. Védett halfajai a réti csík és a vágó csík. A kétéltűek közül megtalálható itt a gőte, valamint a kecskebéka, a hüllők közül pedig a vízisikló. A holtágakban a vízityúk, szárcsa, búbos vöcsök és nádi énekesmadarak raknak fészket.

A vidék egykori keményfa-ligeterdeit fölváltó őshonos fűz-nyár ligeterdőkben megtalálható többek között a védett pompás virágbogár, az aranyos bábrabló, a kis szarvasbogár, az Orrszarvúbogár (Oryctes nasicornis) és a rezes futrinka (Carabus ullrichii).
Fészkelő madarai közül itt él a rétisas, fekete gólya, barna kánya, de néha fészket rak egy-egy kerecsensólyom is. Az egyéb védett fajok között gyakori az egerészölyv, héja, macskabagoly, zöld küllő és a fekete harkály, az énekesek közül pedig a fülemüle, barátka, őszapó, vörösbegy, erdei pinty és berki tücsökmadár.
A holtágak mentének sűrűbb részein vaddisznók, őzek tanyáznak. Az öreg fák odvaiban denevérek élnek. A ragadozók közül elsősorban a nyest, menyét, vörös róka és a vadmacska található itt, a vízimadarak közül pedig szürke gémek, kárókatonák, bakcsók élnek itt.

## Galéria

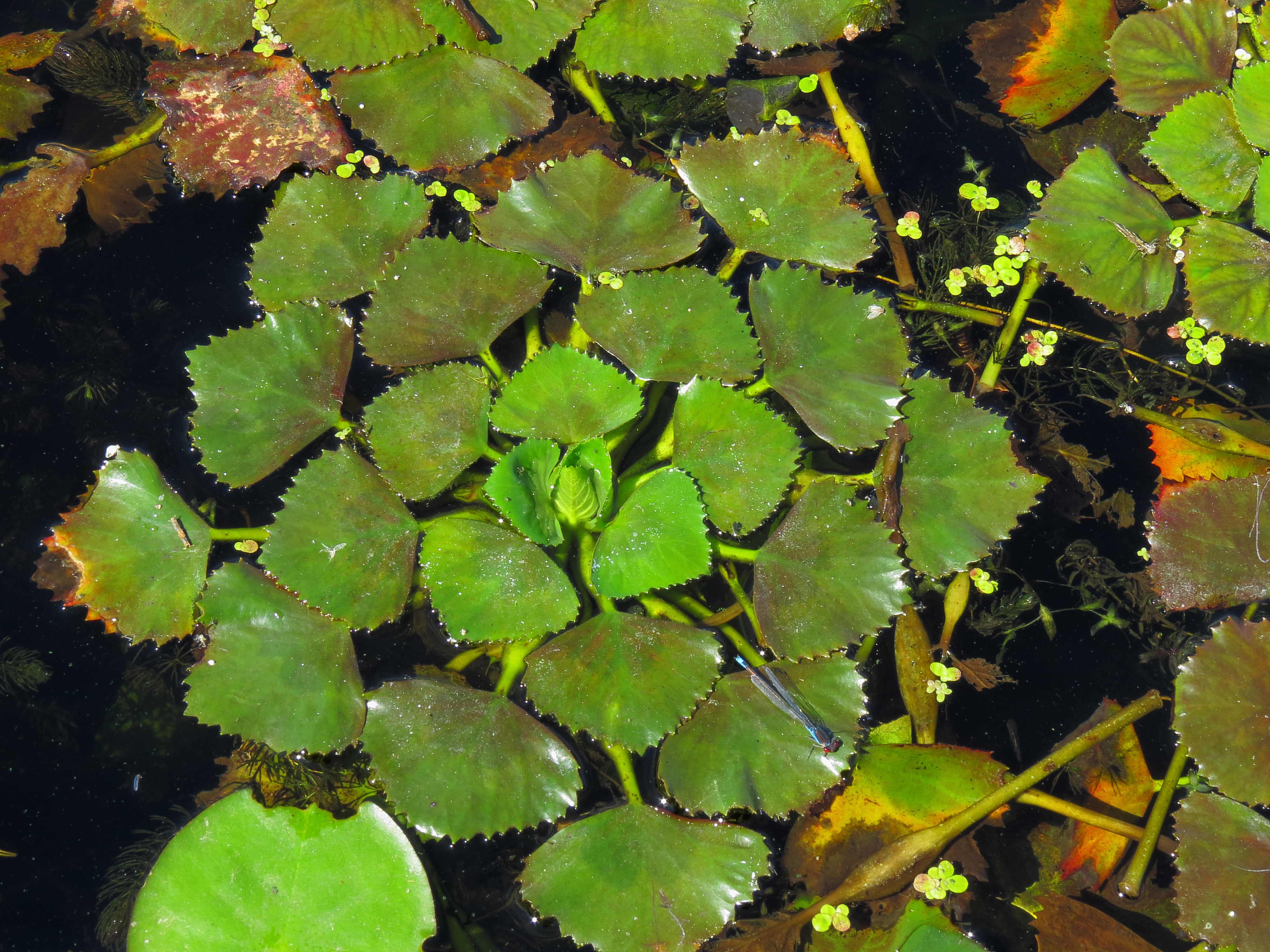
Sulyom (Trapa natans)
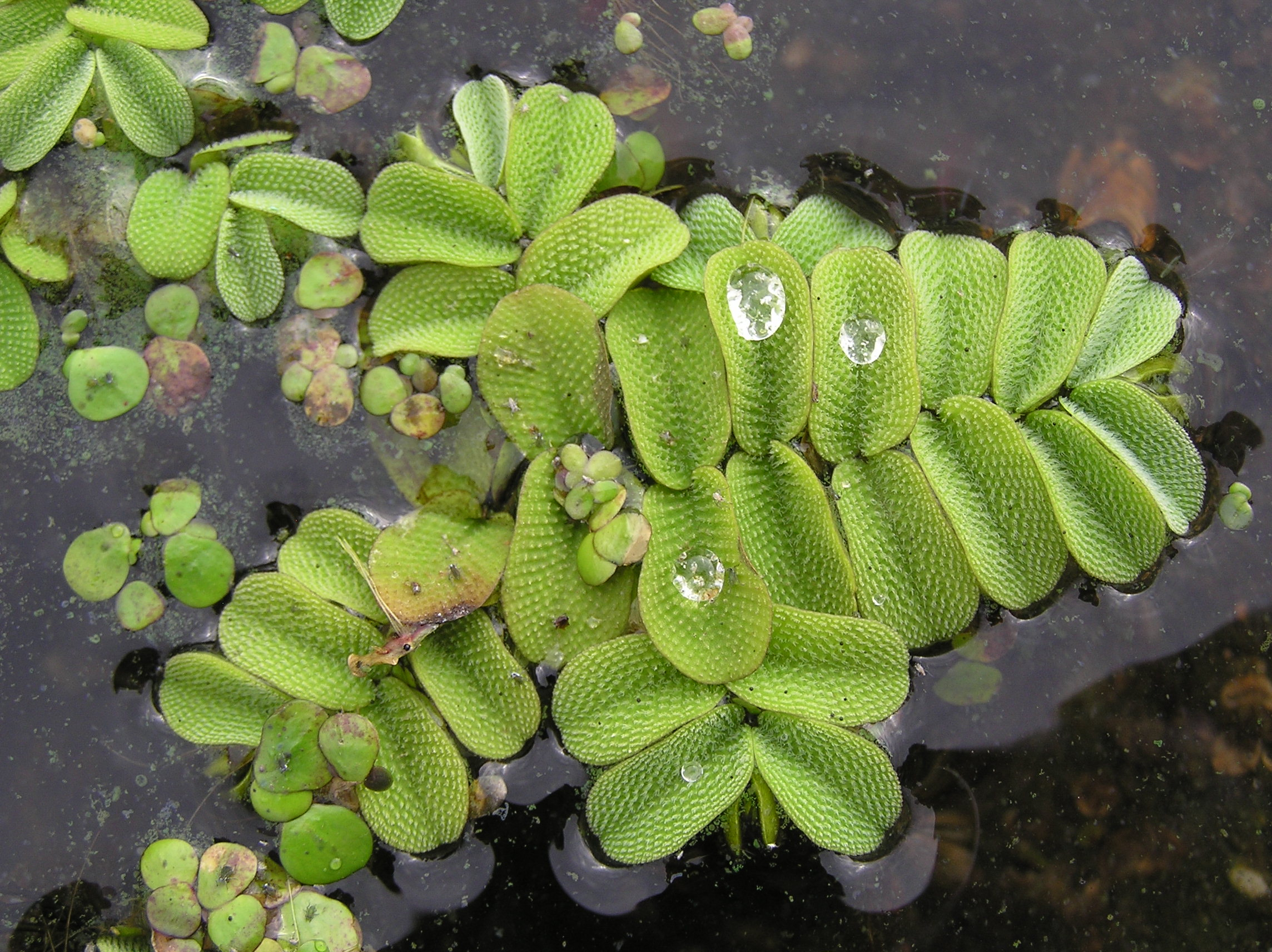
Vízi rucaöröm (Salvinia natans)
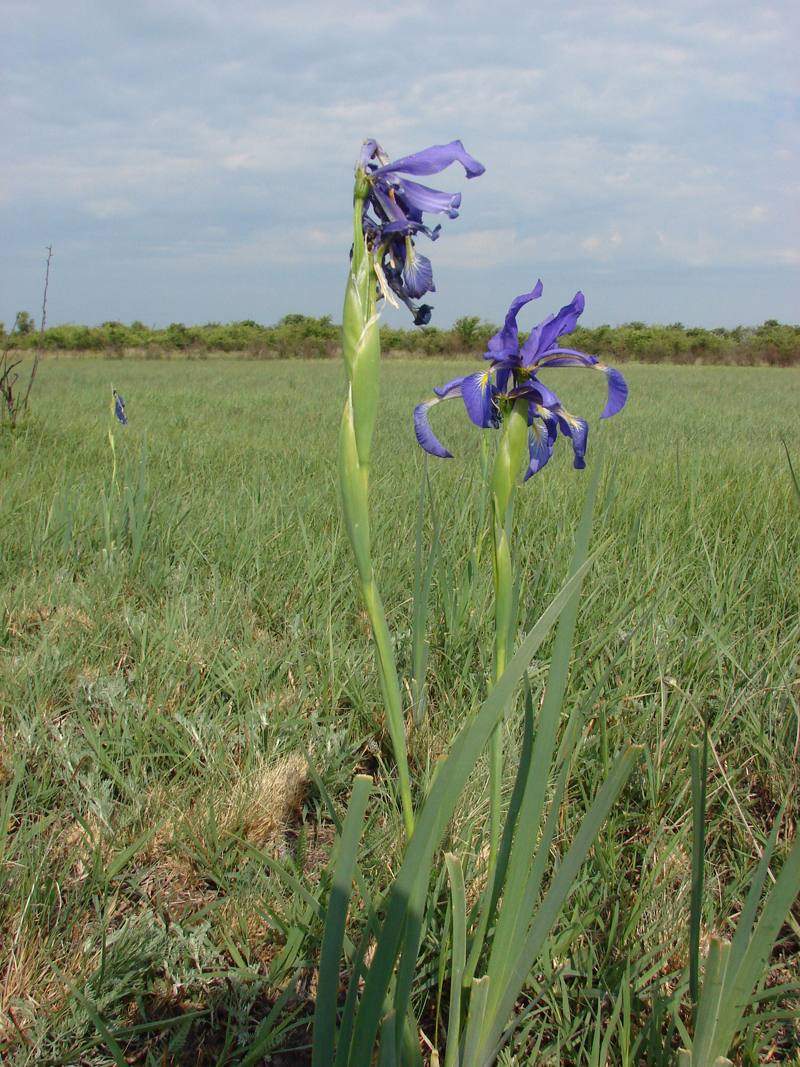
Fátyolos nőszirom (Iris spuria)
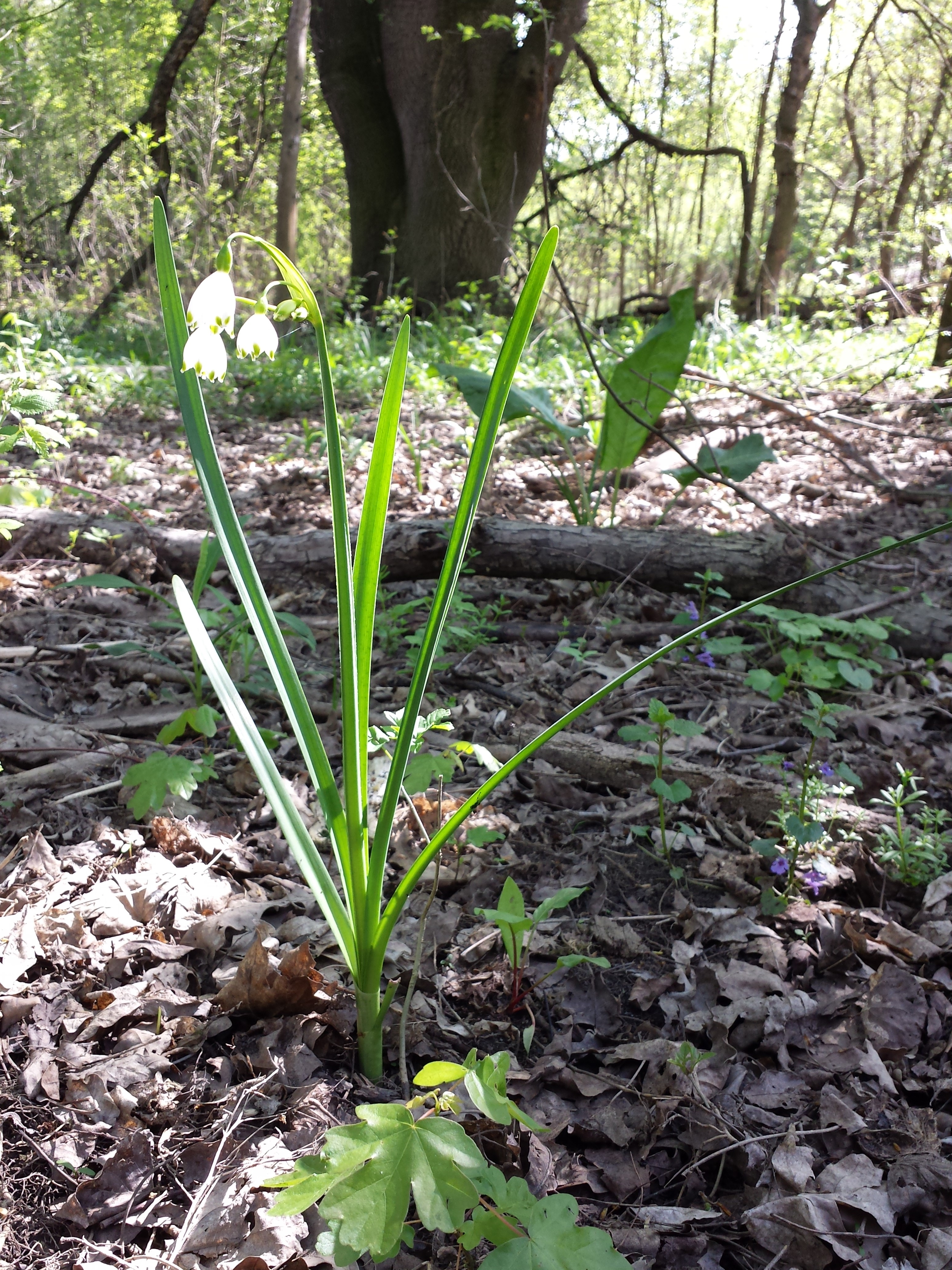
Nyári tőzike (Leucojum aestivum)
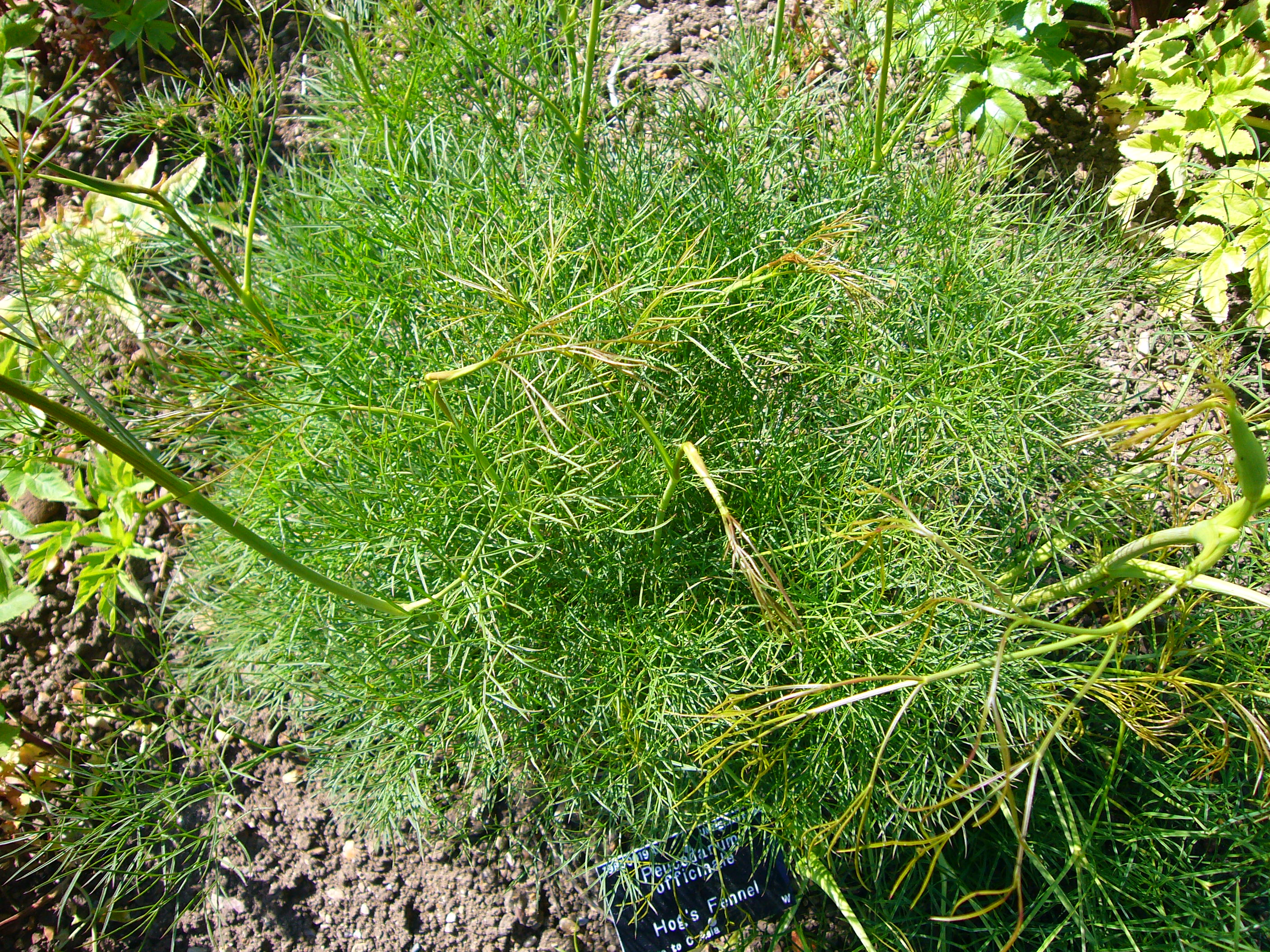
Szíki kocsord (Peucedanum officinale)
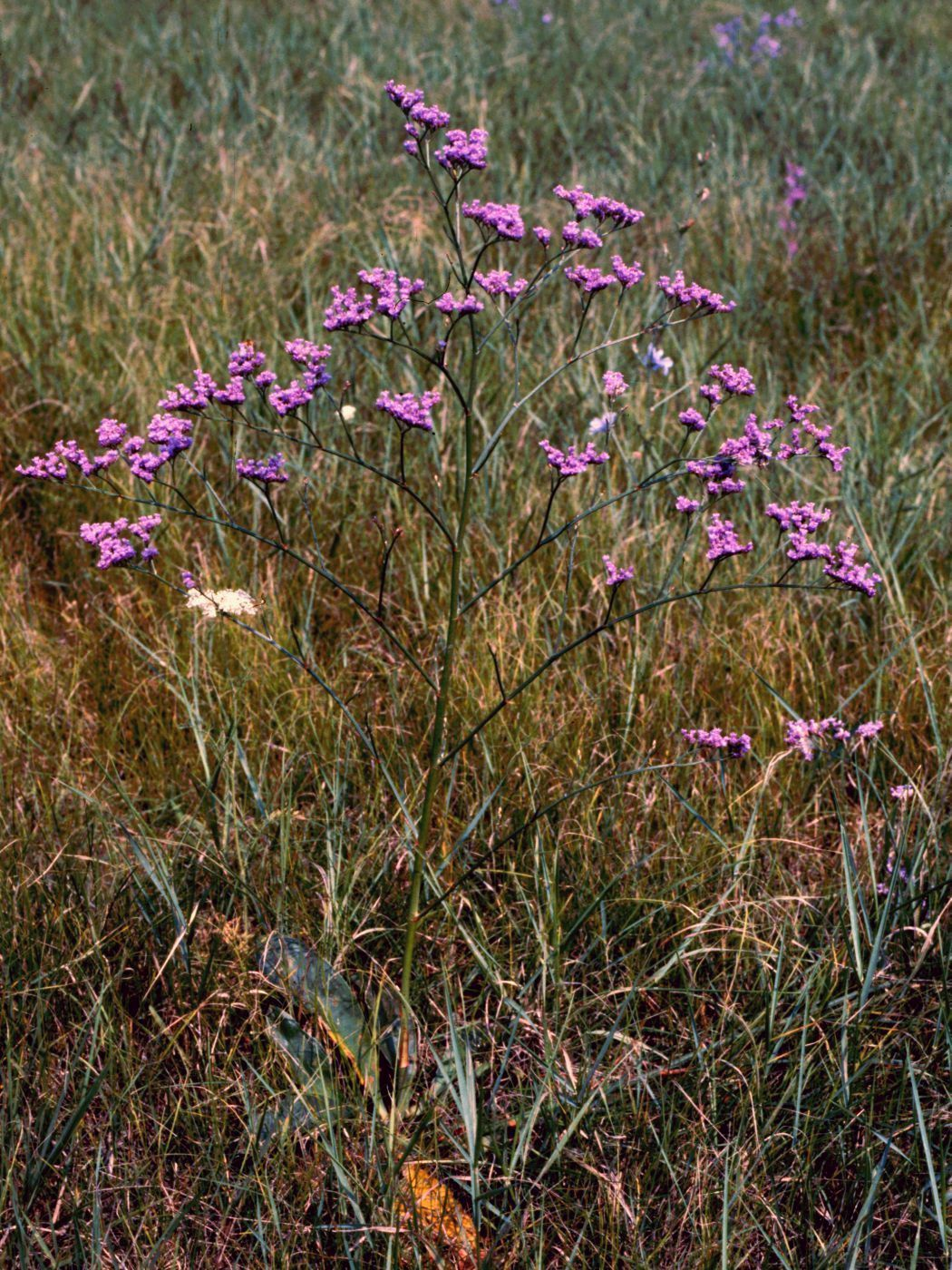
magyar sóvirág (Limonium gmelinii)
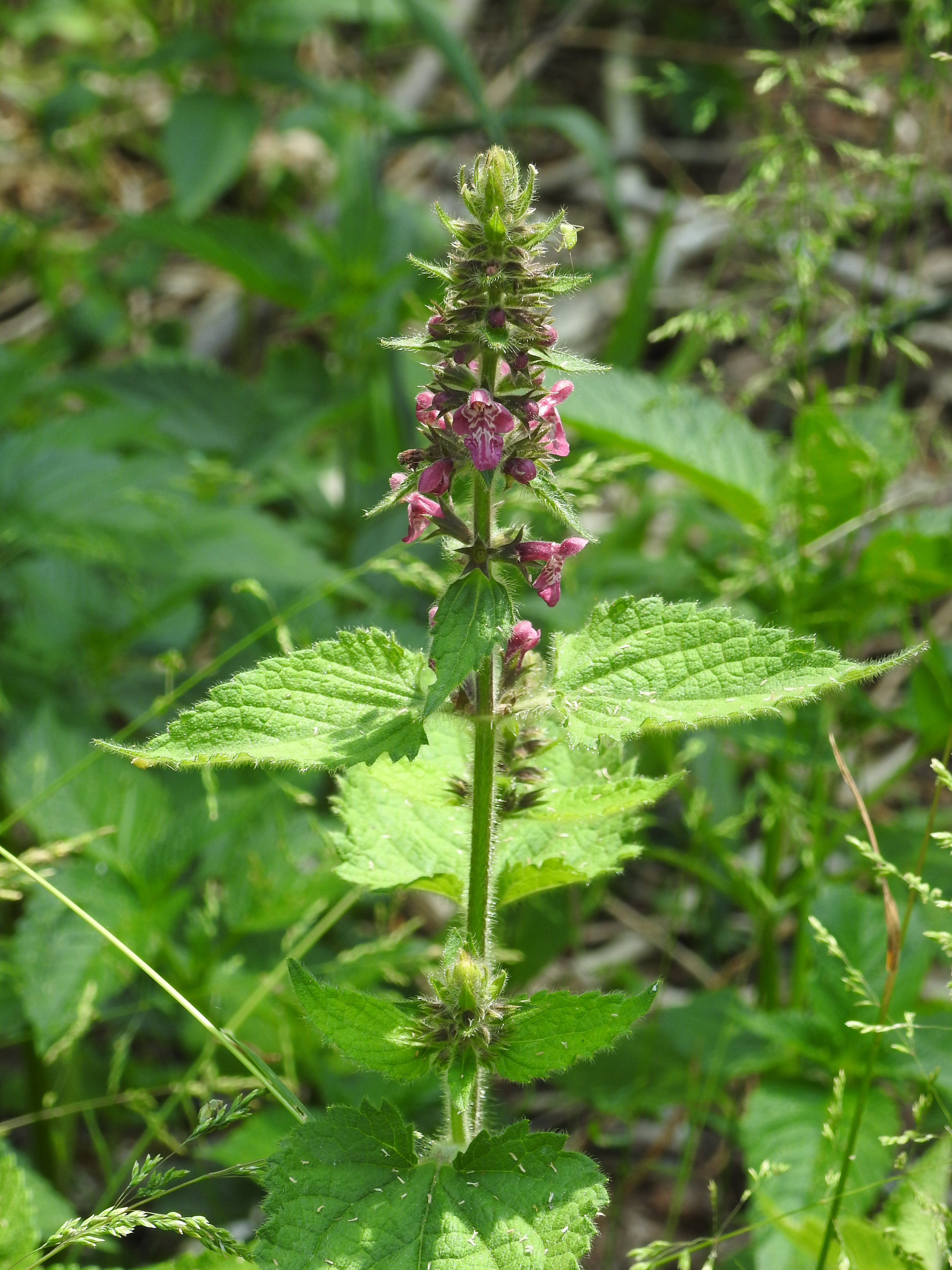
Erdei tisztesfű (Stachys sylvatica)
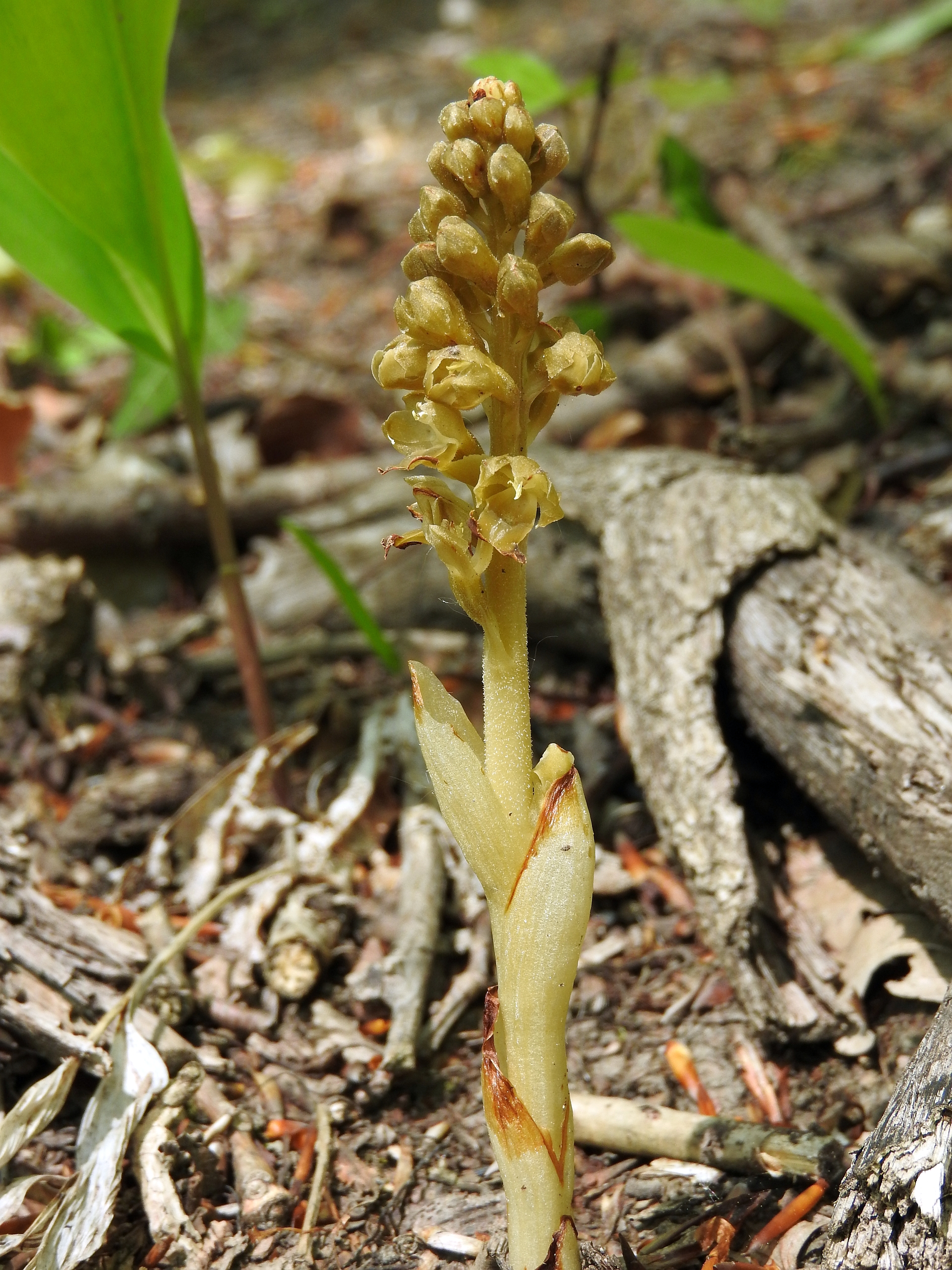
Madárfészek kosbor (Neottia nidus-avis)